# Eugène d'Argout
Eugène d'Argout, né le 24 octobre 1787 à Paris et mort le 28 avril 1868 à Saint-Gondon, est un général français.

## Biographie
Sa famille fuit la révolution française et se réfugie en Angleterre où il grandit et fait ses études . En 1802, il intègre l'école militaire de Fontainebleau. Il intègre le 30e régiment de dragons et se bat en Italie. En 1812, il devient chef d'escadron au 8e régiment de hussards avec lequel il fait la campagne de Russie. Lors de la Restauration, il rejoint Louis XVIII à qui il reste fidèle durant les 100 jours. Louis XVIII le décore de l'Ordre royal et militaire de Saint-Louis. Il devient colonel en 1923 puis général[Quand ?].
Il s'installe par la suite à Saint-Gondon dont il est maire de 1850 à 1858 et où il meurt et est inhumé.

## Distinctions
- Chevalier de la légion d'honneur (1809)
- ordre royal et militaire de Saint-Louis (1815)
- Commandeur de la Légion d’Honneur (1823)
- Ordre de Sainte-Anne de première classe (1824)